# Jewgenija Wiktorowna Artamonowa-Estes
Jewgenija Wiktorowna Artamonowa-Estes (russisch Евгения Викторовна Артамонова-Эстес, englische Transkription: Yevgeniya Viktorovna Artamonova-Estes; * 17. Juli 1975 in Swerdlowsk als Jewgenija Wiktorowna Artamonowa) ist eine russische Volleyballspielerin. Sie spielte schon zur Zeiten der Sowjetunion in der Nationalmannschaft. Bei sechs Teilnahmen an Olympischen Spielen gewann sie drei Silbermedaillen. Außerdem wurde sie viermal Europameisterin. Mit ihren Vereinen gewann sie zweimal die Champions League und zahlreiche Meistertitel in verschiedenen Ländern.

## Karriere
Artamonowa-Estes begann ihre Karriere 1991 bei VK Uralotschka-NTMK. Im gleichen Jahr debütierte sie in der Nationalmannschaft und wurde mit der damaligen Sowjetunion Dritter im World Cup. Von 1992 bis 1995 gewann sie mit Uralotschka viermal in Folge die nationale Meisterschaft. Bei den Olympischen Spielen 1992 trat sie für das Vereinigte Team der GUS an und gewann nach dem 0:3 im Finale gegen Kuba die Silbermedaille. 1993 belegte die Außenangreiferin mit der russischen Nationalmannschaft den dritten Platz im Grand Prix und wurde anschließend durch einen Sieg gegen Tschechien erstmals Europameisterin. Mit ihrem Verein gewann sie 1994 das Finale der Champions League gegen HAOK Mladost Zagreb. In der folgenden Saison verteidigte den Uralotschka den Titel im Endspiel gegen Pallavolo Femminile Matera. Bei der EM 1995 wurde Russland Dritter.
Anschließend wechselte Artamonowa-Estes in die japanische Liga zu Okisu Toyobo. Mit der Nationalmannschaft kam sie beim Grand Prix 1996 auf den dritten Platz. Bei den Olympischen Spielen in Atlanta verpassten die Russinnen durch ein 2:3 gegen Brasilien knapp eine Medaille. 1997 gewannen sie hingegen den Grand Prix und setzten sich im Finale der Europameisterschaft gegen Kroatien durch. In der nächsten Saison wurde die Außenangreiferin mit ihrem Verein japanischer Meister. International gab es einen zweiten Platz beim Grand Prix 1998 und einen dritten Rang bei der Weltmeisterschaft in Japan. 1999 wiederholte Okisu Toyobo den Erfolg in der nationalen Liga. Artamonowa-Estes gewann mit Russland den Grand Prix und verteidigte bei der EM in Italien – wieder im Finale gegen Kroatien – den Titel. Außerdem wurde Russland Zweiter beim World Cup. In der Saison 1999/2000 spielte sie bei Eczacıbaşı Istanbul und schaffte das Double aus Pokal und Meisterschaft. Nach einem erneuten zweiten Rang im Grand Prix kam sie mit der Nationalmannschaft ins Finale des olympischen Turniers 2000 und erhielt nach dem 2:3 gegen Kuba zum zweiten Mal die Silbermedaille.
Mit dem italienischen Verein Virtus Reggio Calabria wurde sie 2001 nationaler Pokalsieger und stand im Champions-League-Finale gegen den Ligakonkurrenten Volley Modena. Russland belegte den dritten Platz im Grand Prix und verteidigte bei der EM in Bulgarien durch einen Finalsieg gegen Italien erneut den Titel. Artamonowa-Estes kehrte danach zurück in die heimische Liga und wurde mit Uralotschka wieder russischer Meister. Mit der Nationalmannschaft gewann sie zum dritten Mal den Grand Prix und kam bei der WM in Deutschland auf den dritten Platz. Von 2002 bis 2004 war sie in Japan für Takefuji Bamboo aktiv und beendete beide Spielzeiten mit dem Meistertitel. Die Nationalmannschaft wurde beim Grand Prix 2003 Zweiter. In Athen nahm die Außenangreiferin zum vierten Mal an den Olympischen Spielen teil und gewann nach einem 2:3 im Endspiel gegen China ihre dritte Silbermedaille.
2005 und 2006 wurde Artamonowa-Estes mit Voléro Zürich zweimal Schweizer Meister. Nach einem Jahr Pause kehrte sie 2007 zu ihrem Heimatverein Uralotschka zurück. Im olympischen Turnier 2008 verpasste sie bei ihrer fünften Teilnahme erstmals das Halbfinale; nach dem Aus im Viertelfinale gegen China wurde Russland Fünfter. 2009 erreichte sie mit dem Verein das Endspiel des CEV-Pokals gegen Asystel Volley Novara. Anlässlich der Olympischen Spiele in London wurde die eigentlich schon zurückgetretene Außenangreiferin wieder in die Nationalmannschaft berufen. Russland musste sich im Viertelfinale des Turniers gegen Brasilien geschlagen geben und belegte wie vier Jahre zuvor den fünften Rang.

## Privates
Artamonowa-Estes ist mit dem in Hawaii geborenen Jeremiah Oiaio Estes verheiratet, der Assistenztrainer bei Uralotschka war. Die beiden haben einen Sohn (* 2005).